# Oròfit
Oròfit en biologia botànica és un terme que qualifica una planta la distribució de la qual està limitada als puigs i les muntanyes al terme oròfit li segueix el de la zona on es troba per exemple l'herba de Sant Llorenç és un oròfit circunmediterrani, també hi ha oròfits pirinencs, oròfits alpins, etc.) 
Si l'oròfit només es troba en un únic massís muntanyòs, voldrà dir que és una espècie endèmica. Però en termes generals oròfit no és sinònim d'endemisme d'un únic massís; en efecte, una mateixa espècie de planta pot haver estat registrada en massissos dispersos o allunyats entre ells, com per exemple l'expressió euròfit euro-americà designa les plantes de les altesmuntanyes d'Europa i Amèrica del nord

## Alguns exemples d'oròfits
- Marcòlic groc (Oròfit pirinenc, endèmic del Pirineus)
- Hieracium aurantiacum (Oròfit europeu, no endèmic)